# Microibidion exculptum
Microibidion exculptum är en skalbaggsart som beskrevs av Martins 1962. Microibidion exculptum ingår i släktet Microibidion och familjen långhorningar.
Artens utbredningsområde är Paraguay. Inga underarter finns listade i Catalogue of Life.